# Wappen der Weißrussischen SSR

Ehemaliges Wappen der BSSR

Das Wappen der Weißrussischen Sozialistischen Sowjetrepublik wurde seit 1950 in der Weißrussischen Sozialistischen Sowjetrepublik bis zum Zerfall der Sowjetunion verwendet. 1995 wurde es durch das heutige Wappen von Belarus ersetzt.
Das Wappen der Belarussischen Sozialistischen Sowjetrepublik bestand im Hintergrund aus einer aufgehenden Sonne über einem Globus mit langen Sonnenstrahlen. Oben findet man einen Hammer mit Sichel und überdies einen Stern. Die letzteren drei Symbole stehen für den Kommunismus.
Den Rand des Wappens bildet ein geflochtenes Banner aus Roggenähren und Blumen. An den Bändern am Rand des Wappens steht in belarussischer und russischer Sprache das Motto Proletarier aller Länder, vereinigt euch! (Пролетарыі ўсіх краін, яднайцеся! / Пролетарии всех стран, соединяйтесь!)